# Louis Baillon
Louis Charles Baillon (Fox Bay, Malvinski Otoci, 5. kolovoza 1881. — Brixworth, Northamptonshire, 9. rujna 1965.) je bivši engleski hokejaš na travi.
Osvojio je zlatno odličje na hokejaškom turniru na Olimpijskim igrama 1908. u Londonu igrajući za Englesku. 
Jedina je osoba s Malvinskih otoka koja je postala olimpijskim pobjednikom.